# Odafin Tutuola
El sargento Odafin "Fin" Tutuola es un personaje ficticio en la serie de televisión La ley y el orden: Unidad de víctimas especiales, interpretado por Ice-T.
El nombre del personaje está tomado de Amos Tutuola, un miembro de la etnia yoruba de Nigeria, autor del libro El bebedor de vino de palma.  Amos Tutuola relata en la introducción del libro, que su abuelo era un Odafin, el líder espiritual de un clan, y Tutuola fue el nombre dado por apellido del autor, Odafin significa literalmente "el establecedor de las leyes" o "legislador" en el lengua yoruba en el suroeste de Nigeria
Cuando el productor de la serie Dick Wolf le pidió a Ice-T realizar el papel en La Ley y el orden, Ice consultó "¿cómo se suponía que debía ser el personaje?, Wolf le dijo que hacer simplemente lo que Ice-T haría si fuera un policía. El actor y cantante Ice T tuvo en su pasado conflictos con la ley, además de ser famoso por componer con su banda Body Count y cantar una canción llamada «Cop Killer» (Asesino de policías).

## Unidad de Víctimas Especiales
Tutuola se crio en Harlem y tenía seis años durante los disturbios de 1968 después del asesinato Martin Luther King, por lo que su año de nacimiento es 1962. Episodio. Se desempeñó como soldado en el 75.º Regimiento Ranger (Ejército de los EE. UU.), donde combatió en Mogadiscio.
Tutuola era un exdetective de narcótico,  se une al escuadrón Unidad de víctimas especiales, en la temporada 2 en sustitución de Jeffries Monique (Michelle Hurd). Él está emparejado con John Munch (Richard Belzer).
Mientras que en la División de Narcóticos, Tutuola trabajó en secreto regularmente. Solía pasar semanas o incluso meses a la vez en varias identidades alternativas. Dejó de Estupefacientes y trasladado a SVU cuando su pareja recibió una bala que era para él. Esto fue abordado y vuelve para atormentarlo en la temporada 13 de un sospechoso probable.
Tutuola inicialmente tiene una relación difícil con sus colegas en la Unidad de Víctimas Especiales, especialmente con Munch y Olivia Benson (Mariska Hargitay). A diferencia de ellos, él ve el mundo en negro y blanco, con todos los criminales igualmente merecedores de cárcel, independientemente de las circunstancias atenuantes. También mantiene un estricto control sobre sus emociones, negándose a hablar de sus problemas o para admitir que la naturaleza macabra de su obra a menudo le afecta. Por ejemplo, él y Munch son socios desde hace casi un año antes que Tutuola le hable sobre la muerte de su expareja. Episodios posteriores revelan que tiene una relación distante con su hijo gay, Ken.
En el episodio de la temporada 9 tanto él como Benson ir a la Sealview Correccional para investigar un caso, y Fin salva a Benson de una violación. En la temporada 9, el Detective Elliot Stabler (Christopher Meloni) sospecha que Fin avisó a su socio temporal Chester Lake (Adam Beach) antes de que él y Benson podría tomar a Lake en custodia. Stabler revisa los teléfonos de Tutuola, exasperándolo. Cerca del final del episodio, Stabler se disculpa por no confiar en él, pero Tutuola rechaza sus disculpas porque cree Stabler seguirá siendo mañana la misma "rata bastarda". Posteriormente, solicita una transferencia.
Sin embargo, tres meses después (como se revela en la temporada 10, la solicitud de transferencia de Tutuola se había empantanado en la burocracia, manteniéndolo con UVE. En el capitán Don Cragen (Dann Florek) le explica, que la persona a cargo de la documentación de transferencia es un colega de Tutuola de la unidad de narcóticos, que le guarda rencor porque su exesposa comenzó a llamar Tutuola después de su divorcio. Al oír esto, Tutuola se resigna a la posibilidad de que su transferencia no se realizará en el corto plazo. Ninguna otra mención de solicitud de transferencia de Tutuola se hace después de este punto, y la relación de Tutuola con Stabler también parece haber reactivado de nuevo desde entonces.